# Choeroniscus godmani
Choeroniscus godmani (Thomas, 1903) è un pipistrello della famiglia dei Fillostomidi diffuso nel Continente americano.

## Descrizione

### Dimensioni
Pipistrello di piccole dimensioni, con la lunghezza della testa e del corpo tra 47 e 58 mm, la lunghezza dell'avambraccio tra 31 e 35 mm, la lunghezza della coda tra 5 e 11 mm, la lunghezza del piede tra 7 e 11 mm, la lunghezza delle orecchie tra 11 e 13 mm e un peso fino a 13 g.

### Aspetto
Le parti dorsali sono bruno-grigiastre scure con la base dei peli chiara, mentre le parti ventrali sono più chiare. Il muso è lungo con il labbro inferiore che si estende oltre quello superiore e con la foglia nasale lanceolata, corta, larga e con il bordo inferiore fuso al labbro superiore. Sono presenti delle lunghe vibrisse sui lati. Le orecchie sono corte e con l'estremità arrotondata. Le ali sono attaccate posteriormente alla base delle dita dei piedi. La coda è corta ed inclusa completamente nell'ampio uropatagio, il quale ha il bordo libero a forma di U. L'avambraccio è densamente ricoperto di peli alla base. Il cariotipo è 2n= 19-20 FNa= 32-36.

## Biologia

### Comportamento
Alcuni individui sono stati catturati all'interno di gallerie di miniere abbandonate.

### Alimentazione
Si nutre di nettare e polline.

### Riproduzione
Femmine gravide sono state osservate nei mesi di gennaio, febbraio, marzo, luglio e dicembre, mentre altre sono state viste allattare a maggio. I piccoli vengono svezzati all'inizio della stagione delle piogge.

## Distribuzione e habitat
Questa specie è diffusa dallo stato messicano di Sinaloa attraverso il Guatemala, Honduras, El Salvador, Nicaragua fino alla Costa Rica e in Colombia, Venezuela, Guyana, Suriname e Guyana francese.
Vive nelle foreste decidue, sempreverdi e nelle piantagioni fino a 1.400 metri di altitudine.

## Conservazione
La IUCN Red List, considerato il vasto areale e la tolleranza a diversi tipi di habitat, classifica C.godmani come specie a rischio minimo (Least Concern)).